# Bò Ba Lan

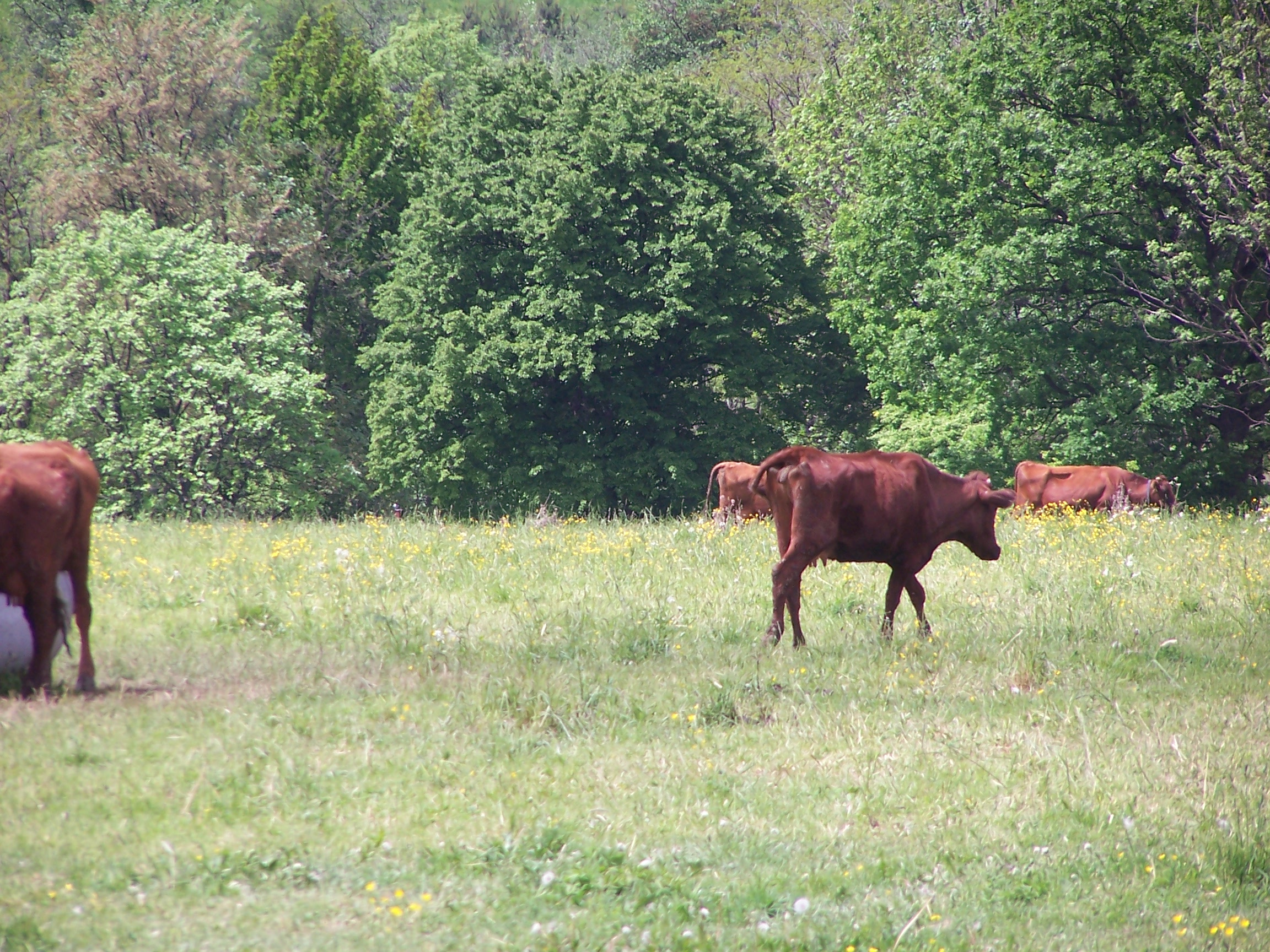
Một con bò Ba Lan

Bò Ba Lan hay bò Ba Lan đỏ là một giống bò đã được hình thành vào cuối thế kỷ thứ 19 sau khi bò đỏ từ Đan Mạch, Đức và Thụy Điển đã được sử dụng để cải thiện các chủng bò địa phương khác nhau của những con bò Ba Lan. Con cái nặng từ 400–500 kg (882-1102 pound) trên mức trung bình, trong khi những con đực nặng 500–550 kg (1102-1213 pound) trên trung bình. Thịt bò Ba Lan có chất lượng cao và đồng nhất, có quy trình kiểm soát về chất lượng, thú y và vệ sinh cao, bảo quản được phẩm chất của thịt.